# گلستان (سربیشه)
گلستان روستایی در دهستان غیناب بخش مرکزی شهرستان سربیشه استان خراسان جنوبی ایران است.

## جمعیت
بر پایه سرشماری عمومی نفوس و مسکن در سال ۱۳۹۵ جمعیت این مکان ۲۸ نفر (۱۰خانوار) بوده‌است.